# Pleurothallis garayana
Pleurothallis garayana là một loài thực vật có hoa trong họ Lan. Loài này được (Ospina) Luer miêu tả khoa học đầu tiên năm 1975.